# Muraltia polyphylla
Muraltia polyphylla là một loài thực vật có hoa trong họ Polygalaceae. Loài này được (DC.) Levyns mô tả khoa học đầu tiên năm 1954.